# Hr.Ms. O 1
Hr.Ms. O 1 – holenderski okręt podwodny zbudowany oparciu o projekt zakupiony w amerykańskiej stoczni Holland Torpedo Boat Co. „O 1” wszedł do służby w Królewskiej Marynarce Wojennej Holandii w 1906 roku. Był to pierwszy holenderski okręt podwodny.

## Projekt i budowa
Sukces jaki osiągnął John Philip Holland budując w 1897 roku pierwszy udany amerykański okręt podwodny USS „Holland”, spowodował duże zainteresowanie jego konstrukcją ze strony czołowych marynarek wojennych świata. Licencję na budowę okrętów tego typu zakupiły m.in. Wielka Brytania i Japonia. 1 czerwca 1904 roku holenderska stocznia K.M. De Schelde w Vlissingen rozpoczęła budowę nowego okrętu podwodnego, który wstępnie otrzymał imię „Luctor et Emergo”. Projekt okrętu zakupiony w Holland Torpedo Boat Co. reprezentował ulepszoną wersję Holland 7P. Holenderska stocznia rozpoczęła budowę mimo że nie miała gwarancji zakupu okrętu przez holenderską marynarkę wojenną. Budowa była prowadzona pod nadzorem amerykańskich inżynierów .
Wodowanie „Luctor et Emergo” miało miejsce 8 lipca 1905 roku. Próby morskie przeprowadzała przybyła ze Stanów Zjednoczonych załoga. Przebieg prób monitorowała, specjalnie do tego celu powołana, holenderska komisja rządowa . Początkowo wynik prób nie były zadowalające, jednak po dodatkowym przeszkoleniu załogi, testy zakończyły się sukcesem i komisja rządowa uznała, że okręt spełnił wszystkie stawiane przed nim wymagania. Okręt został sprzedany Królewskiej Marynarce Wojennej Holandii 20 grudnia 1906 roku za 430000 guldenów holenderskich .  

## Służba
21 grudnia 1906 roku okręt wszedł w skład Królewskiej Marynarki Wojennej Holandii, przy jednoczesnej zmianie imienia z „Luctor et Emergo” na „O 1”, co było skrótem od Onderzeese boot 1 . 
W styczniu 1907 roku okręt wykonał swoje pierwsze zanurzenie od czasu wejścia do służby. 27 marca 1908 roku, okręt zacumowany w Nieuwediep wizytował książę Henryk. W tym roku okręt wystrzelił swoją pierwszą torpedę. W 1914 roku na okręcie wymieniono silnik napędu głównego z benzynowego na wysokoprężny o większej mocy. Podczas pierwszej wojny światowej przebywał w Den Helder i nie brał udziału w działaniach wojennych. Wycofany ze służby w 1920 roku .